# Epimyrma zaleskyi
Epimyrma zaleskyi é uma espécie de formiga da família Formicidae.
É endémica da República Checa.